# IHE Delft Institute for Water Education
IHE Delft Institute for Water Education in Delft is het kennis- en opleidingscentrum voor water van UNESCO.
Het instituut richt zich op de overdracht van kennis en ervaring via postgraduaat onderwijs en training.
Daarnaast is IHE Delft bekend om zijn rol in onderzoek en advisering gericht op het versterken van institutionele en menselijke capaciteiten. In zijn meer dan 60-jarig bestaan heeft het instituut een wereldwijd netwerk van ruim 23.000 alumni in meer dan 190 landen opgebouwd. In Delft verzorgt IHE Delft Masters- en PhD-opleidingen voor professionals uit ontwikkelingslanden.
IHE Delft verzorgt ook maatwerktrainingen in Delft of in de landen van herkomst van de professionals, afhankelijk van hun behoeften en specifieke vragen. IHE Delft werkt in allianties met kennisorganisaties overal in de wereld.
Het instituut wordt deels gefinancierd door de Nederlandse overheid, die het ziet als een van de instrumenten voor het halen van de duurzameontwikkelingsdoelstellingen van de Verenigde Naties, met name doel 6.

## Geschiedenis van het instituut
In 1953 liepen grote delen van Nederland door overstromingen onder water. Naar aanleiding van de watersnood werd het Deltaplan in het leven geroepen. Er moest een stormvloedkering komen bij de rivieren van de Rijndelta. Met deze keringen konden de laaggelegen gebieden van Nederland in de toekomst tegen overstromingen worden beschermd. Aangespoord door de technische kennis waarover Nederland door de Deltawerken beschikt, verzocht de ambassadeur van Oost-Pakistan (het huidige Bangladesh) in Nederland, Begum Raána Liaquat Ali Khan, de Nederlandse regering de opgedane kennis en ervaring te delen met andere landen die met soortgelijke problemen kampten. Zo ontstond IHE Delft.

### Eerste opleidingen
In 1957 volgden 44 deelnemers uit 21 landen de eerste internationale opleiding Waterbouwkunde. De opleiding overtrof alle verwachtingen: hij trok als enige in Europa buitenlandse deskundigen aan die er kun kennis konden vergroten. Daardoor richtten ook internationale organisaties hun aandacht erop. De Wereldgezondheidsorganisatie en de Organisatie voor Economische Samenwerking en Ontwikkeling (OESO) vroegen om een tweede opleiding, de Europese opleiding voor gezondheidsingenieurs. In de jaren zestig groeide het aantal deelnemers gestaag. Er werden nieuwe specialisaties in het onderwijsaanbod opgenomen. De eerste directeur van het Instituut, de ingenieur L. Mostertman, leidde deze ontwikkelingen.
In 1970 hadden meer dan 1.000 ingenieurs uit 90 landen de elf maanden durende opleiding van het Instituut gevolgd. Een nog groter aantal had korte cursussen en seminars gevolgd. Het Instituut ging ook op maat gesneden cursussen aanbieden, voor specifieke doelgroepen met eigen onderwijsbehoeften. De eerste cursus was opgezet voor 32 Indonesische ingenieurs. Deze werd gevolgd door groepen uit Pakistan, Iran en de Filipijnen.

### International Institute for Hydraulic and Environmental Engineering
In 1977, toen het Instituut 20 jaar bestond, dekte de aanvankelijke naam "International Courses in Hydraulic and Sanitary Engineering" niet meer de lading van het uiteenlopende aanbod van activiteiten, noch de organisatorische vorm. Het Instituut kreeg een nieuwe naam: "International Institute for Hydraulic and Environmental Engineering".
In 1978 werd voor het eerst door 200 studenten tegelijk deelgenomen aan het 11 maanden durende academische jaar. Het Instituut was uit zijn voegen gegroeid en was klaar voor een ambitieuze hervorming. Toen Mostertman in 1985 met pensioen ging, werd een ervaren waterdeskundige benoemd, die de structurering en ordening van het IHE ging leiden: professor Wil Segeren.
De onderwijsprogramma's, de afdelingen, de huisvesting voor studenten en de teams van sprekers en docenten namen concrete vormen aan. In 1986 werden de eerste twee Master of Science diploma's uitgereikt, en in 1994 de eerste PhD graad.

### Masterprogramma
In de jaren negentig werd nog een aantal mijlpalen bereikt: de cursusprogramma's werden vervangen door masterprogramma's. Ook werden gericht projecten geworven in het buitenland. Het aantal medewerkers is uitgegroeid van 10 tot 187. Zij werken voor circa 200 masterstudenten per jaar, 150 PhD-onderzoekers en 500 deelnemers aan korte cursussen. Vrijwel alle deelnemers keren na afronding van de opleiding terug naar hun land van herkomst. Ook wordt de capaciteit van deskundigen en instellingen in het veld door 170 actieve projecten per jaar wereldwijd kracht bijgezet.

### Onderdeel van UNESCO
In november 2001 wordt tijdens de 31ste Algemene Conferentie van UNESCO besloten het IHE deel te laten uitmaken van de organisatie. In maart 2003 worden de benodigde overeenkomsten ondertekend tussen de Stichting IHE Delft (onder leiding van directeur Wim van Viersen), UNESCO en de Nederlandse regering. Zo wordt UNESCO-IHE Institute for Water Education (UNESCO-IHE) de onderwijspijler van de waterafdeling van UNESCO.
Op 1 januari 2017 begon een overgangsfase. Het instituut heette vanaf toen IHE Delft Institute for Water Education (IHE Delft) en was een samenwerkingsovereenkomst met UNESCO aangegaan voor de periode tot medio 2018. Sindsdien is het een categorie-2-instituut onder de auspiciën van UNESCO. IHE Delft levert een belangrijke bijdrage aan de wateragenda van UNESCO en het behalen van de duurzameontwikkelingsdoelstellingen en de Agenda 2030 van de Verenigde Naties.